# Ronneburg (Türingia)
Ronneburg település Németországban, azon belül Türingiában. Lakosainak száma 5098 fő (2023. december 31.).

## Népesség
A település népességének változása:
| Lakosok száma | 4929 | 4994 | 5026 | 4949 | 5071 | 5098 |
|               | 2013 | 2017 | 2019 | 2021 | 2022 | 2023 |